# 스위스 중앙고지

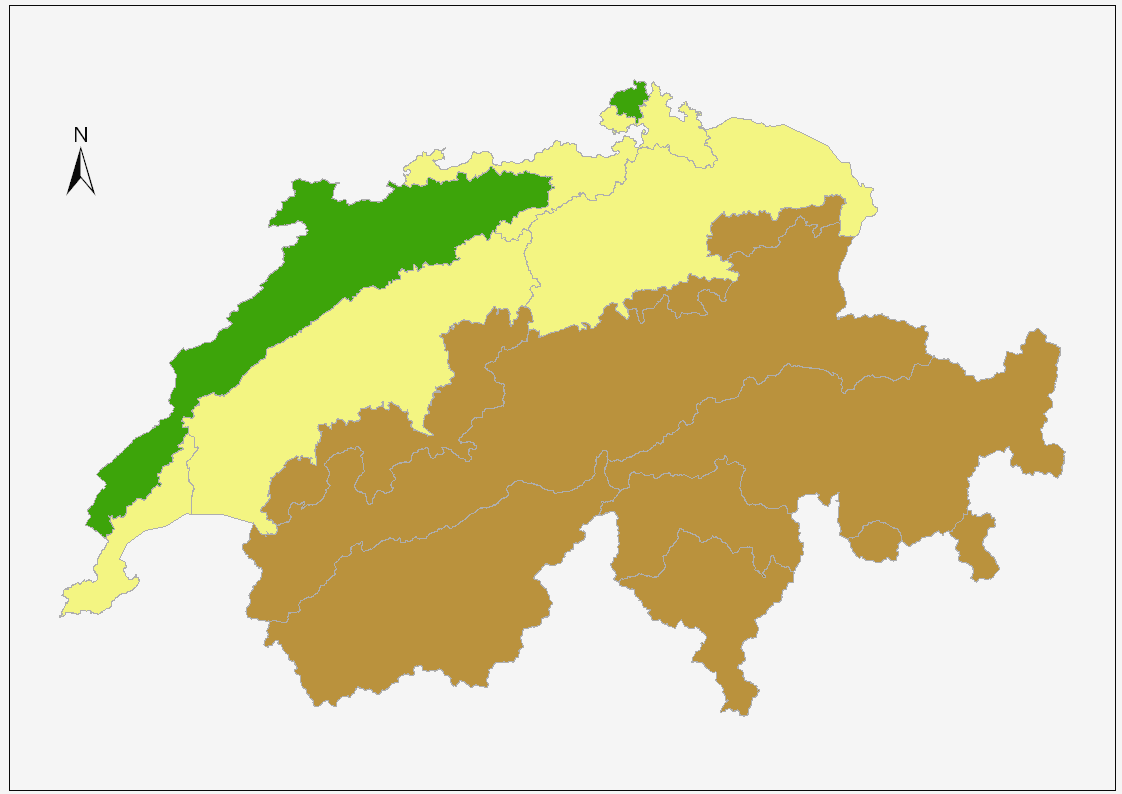
스위스의 3대 지역
쥐라
중앙고지(중앙저지/미텔란트)
알프스

스위스 중앙고지(프랑스어: Plateau suisse) 또는 미텔란트(독일어: Mittelland)는 스위스의 중앙 서부를 따라 서남쪽에서 동북쪽으로 펼쳐져 있는 고지이다.

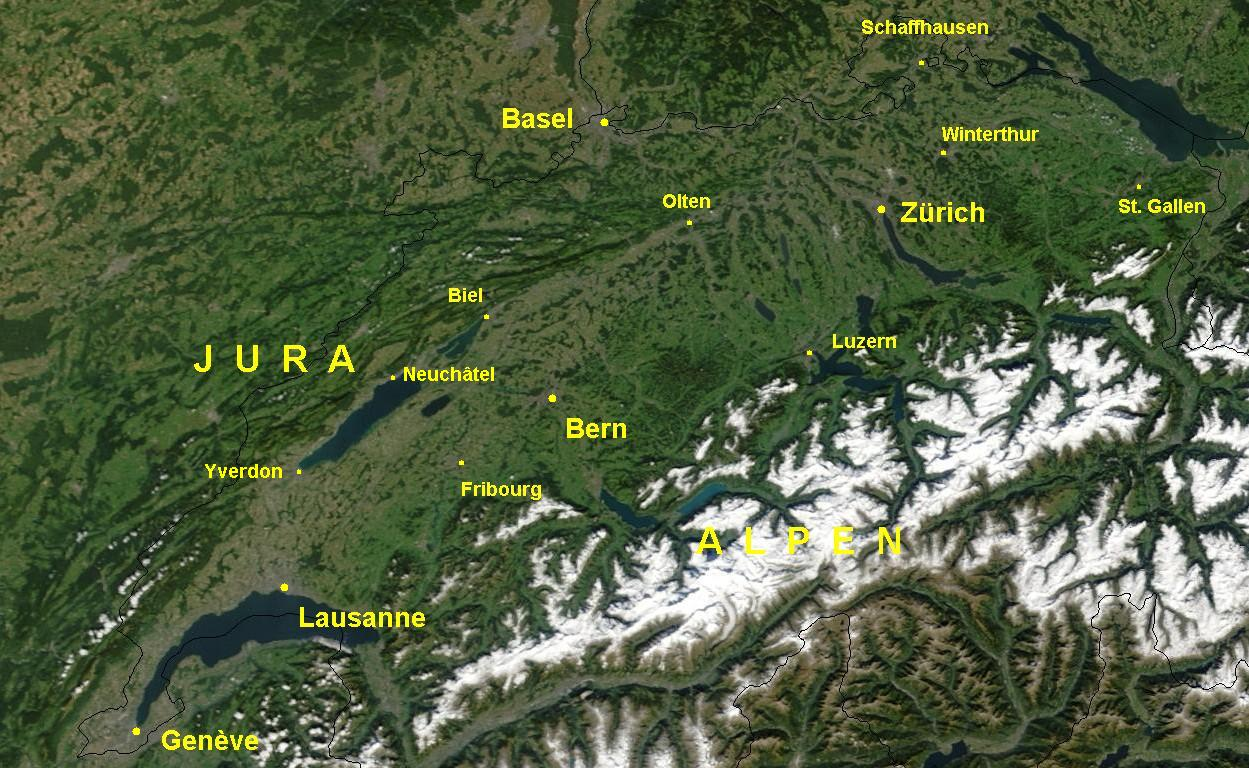
알프스와 쥐라 사이의 스위스 중앙고지 위성사진

알프스산맥과 쥐라산맥 사이의 지역이며, 해발고도 300m ~ 700m 내외의 평탄한 고지이다. 고지이나, 스위스에서는 낮은 지역으로 알프스 산맥에 비해서는 훨씬 낮기 때문에 스위스 중앙저지라고 표현하는 문헌도 있다. 스위스 국토의 서남부에서 동북쪽 방향으로 이어지는 지역으로, 이 지역의 서부는 론강, 동부와 북부는 라인강의 상류 지역에 속하며, 큰 호수로 서남쪽 끝에 제네바 호, 동북쪽 끝에 보덴호가 있다. 론 강과 라인 강 및 여러 지류의 분지와 호수를 따라 각지에 삼림·방목지·경작지가 펼쳐져 있으며, 생산성 높은 농목축업이 이루어지는 풍요로운 지역이다. 스위스 최대의 인구 밀집 지역으로, 스위스 전 면적의 3분의 1을 차지하나 인구는 3분의 2가 몰려 있다. 취리히·베른·제네바 등의 주요 도시가 있다.

## 스위스 중앙고지 사진모음

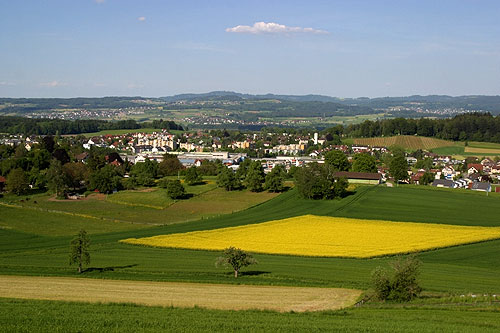
아르가우주의 농촌풍경
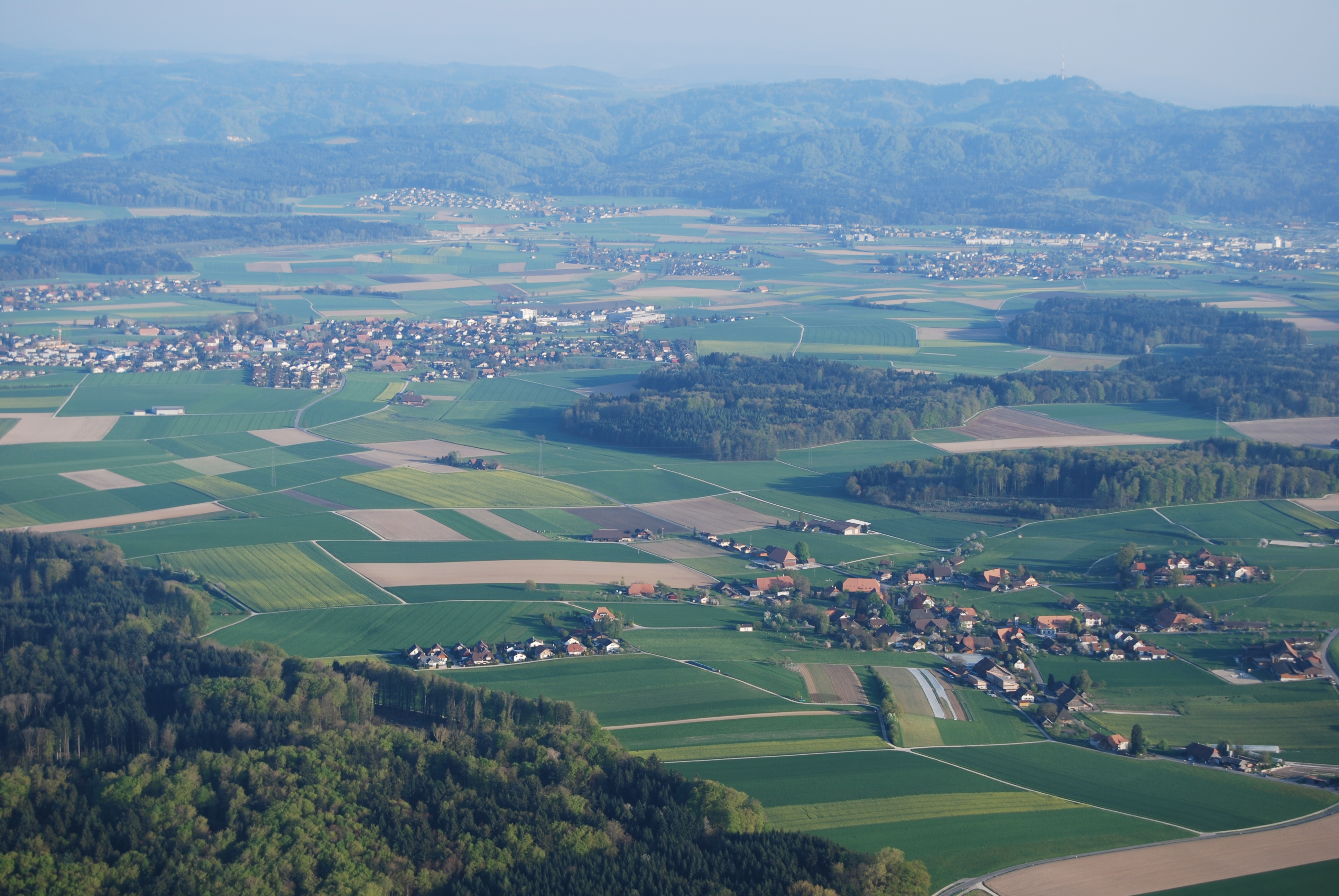
베른주 에멘탈 지방의 농촌풍경
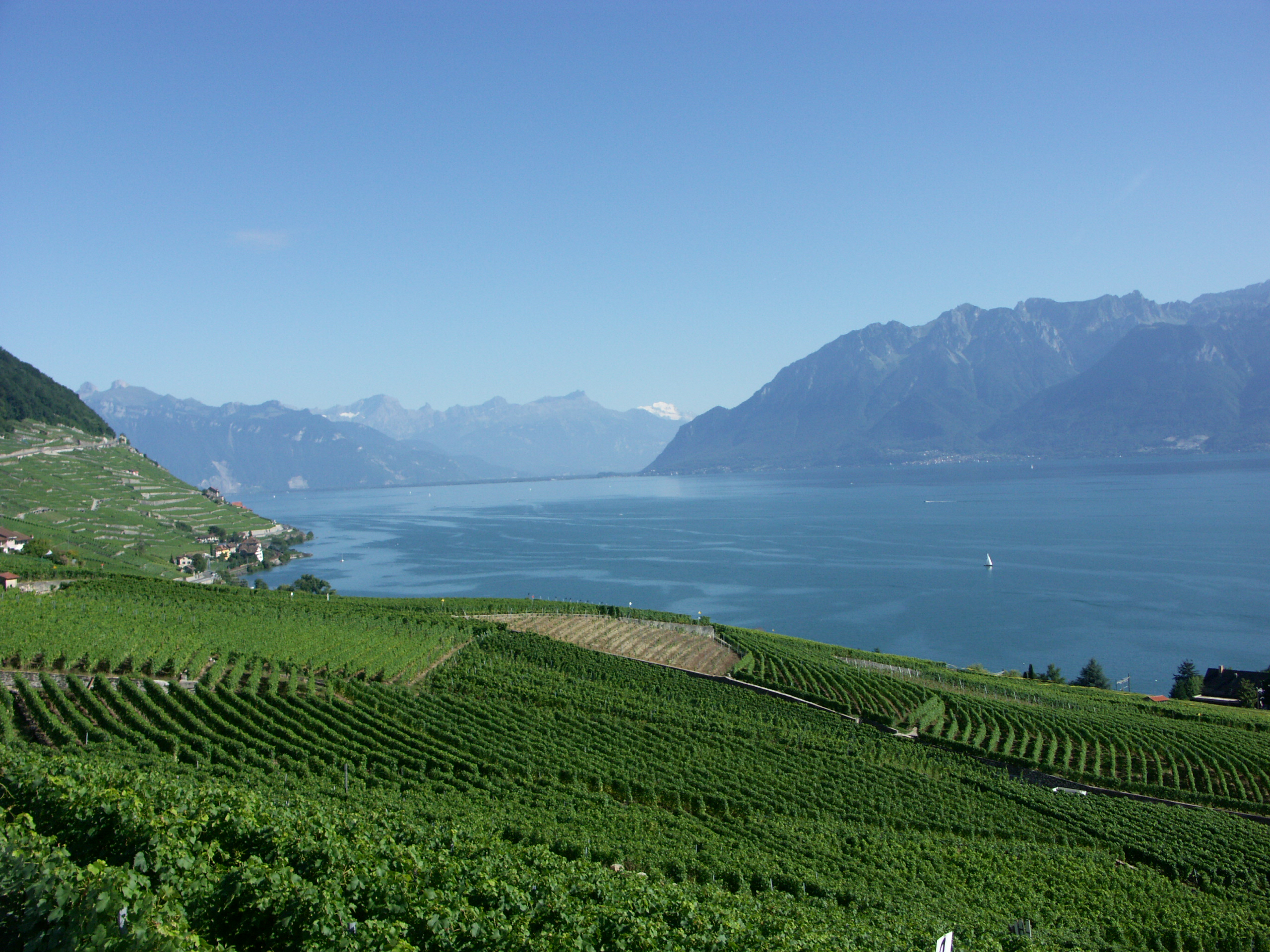
제네바 호와 라보 포도원 테라스
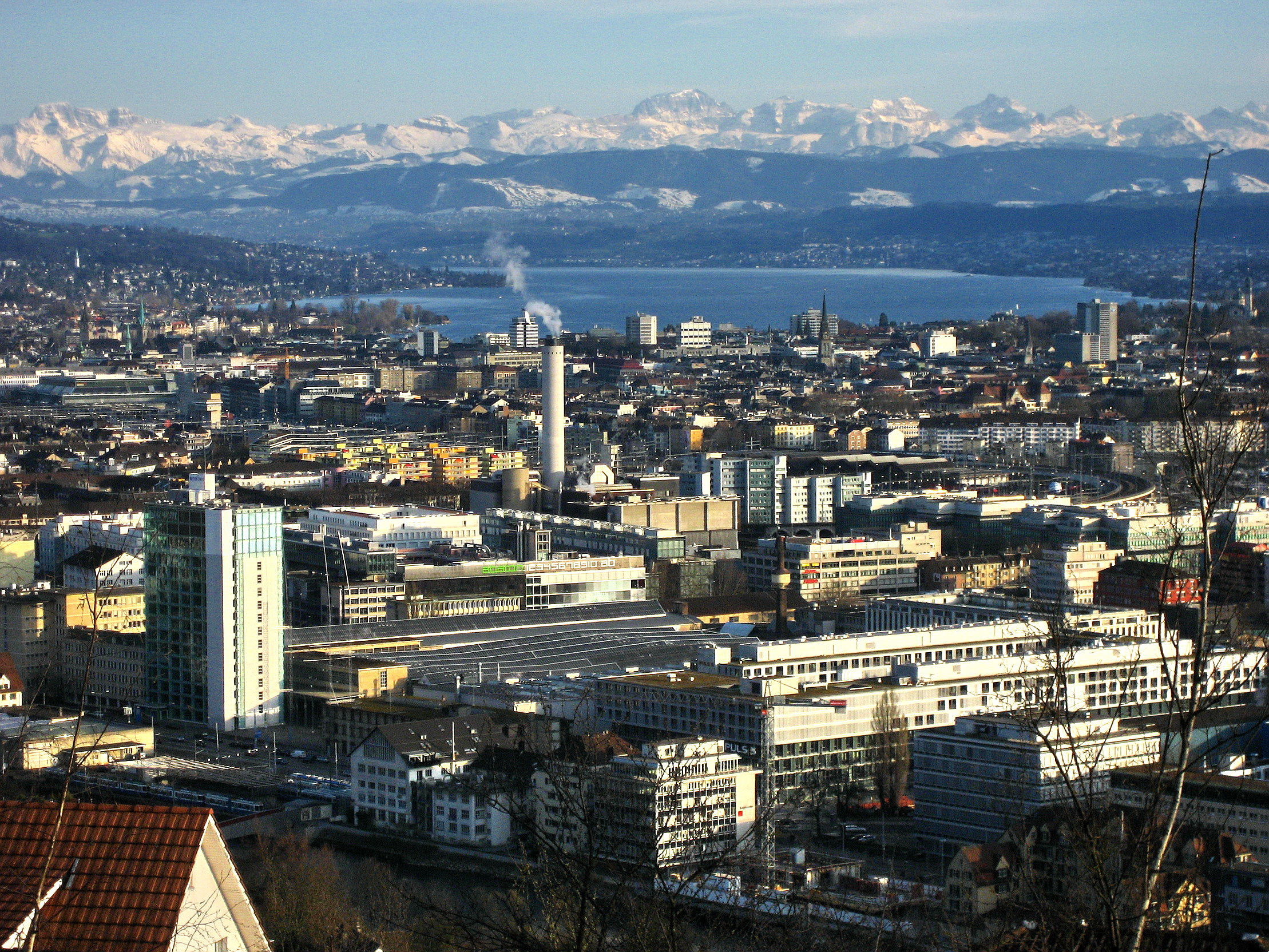
중앙고지 최대의 도시 취리히

## 같이 보기
- 스위스의 역사